# Puchar Polski 2017-2018
La Puchar Polski 2017-2018 è stata la 64ª edizione della coppa nazionale polacca, organizzata dalla PZPN. La competizione è iniziata il 14 luglio 2017 e si concluderà il 2 maggio 2018. La squadra detentrice del torneo era l'Arka Gdynia, che in questa edizione è stata sconfitta in finale dal Legia Varsavia.

## Turno preliminare
| Squadra 1                    | Risultato        | Squadra 2           |
| ---------------------------- | ---------------- | ------------------- |
| 14 luglio 2017               |                  |                     |
| Polonia Środa                | 1 – 2            | Rybnik              |
| 15 luglio 2017               |                  |                     |
| Polonia Bytom                | 0 – 3            | Stal Stalowa Wola   |
| Szczecinek                   | 0 – 7            | Błękitni Stargard   |
| Legionovia Legionowo         | 3 – 1            | Znicz Pruszków      |
| Warta Sieradz                | 0 – 0 (4-2 dcr)  | Stomil Olsztyn      |
| Stal Rzeszów                 | 3 – 3 (10-9 dcr) | Olimpia Zambrów     |
| Podhale                      | 0 – 1            | Siarka Tarnobrzeg   |
| ŁKS Łomża                    | 2 – 4            | Bytovia Bytów       |
| Chełmianka Chełm             | 1 – 0            | Rozwój Katowice     |
| Ruch Zdzieszowice            | 3 – 3 (6-4 dcr)  | Olimpia Elbląg      |
| Świt NDM                     | 5 – 0            | Odra Opole          |
| Kotwica Kołobrzeg            | 0 – 2            | GKS Tychy           |
| Wisła Puławy                 | 3 – 2            | Raków Częstochowa   |
| Wda Świecie                  | 1 – 3            | Radomiak Radom      |
| Gryf Słupsk                  | 2 – 4            | Kluczbork           |
| 16 luglio 2017               |                  |                     |
| Zagłębie Lubin 2             | 0 – 1            | Gryf Wejherowo      |
| Gorzów Wielkopolski          | 1 – 3            | Puszcza Niepołomice |
| Rekord Bielsko-Biała         | 2 – 6            | GKS Bełchatów       |
| 18 luglio 2017               |                  |                     |
| KSZO Ostrowiec Świętokrzyski | 1 – 1 (4-3 dcr)  | Warta Poznań        |
| Sokół Ostróda                | 2 – 0            | Polonia Varsavia    |

## Primo turno
| Squadra 1                    | Risultato       | Squadra 2             |
| ---------------------------- | --------------- | --------------------- |
| 22 luglio 2017               |                 |                       |
| Świt NDM                     | 2 – 2 (7-6 dcr) | Olimpia Grudziądz     |
| Legionovia Legionowo         | 1 – 4           | Chojniczanka Chojnice |
| Kluczbork                    | 0 – 3           | Chrobry Głogów        |
| Siarka Tarnobrzeg            | 1 – 0           | GKS Katowice          |
| Wisła Puławy                 | 2 – 2 (6-5 dcr) | Pogoń Siedlce         |
| KSZO Ostrowiec Świętokrzyski | 0 – 1           | Stal Mielec           |
| Stal Rzeszów                 | 1 – 3           | Miedź Legnica         |
| Radomiak Radom               | 1 – 1 (3-5 dcr) | Podbeskidzie          |
| Chełmianka Chełm             | 0 – 3           | Zagłębie Sosnowiec    |
| Puszcza Niepołomice          | 0 – 1           | GKS Tychy             |
| Ruch Zdzieszowice            | 2 – 1           | Gryf Wejherowo        |
| Błękitni Stargard            | 1 – 2           | Bytovia Bytów         |
| GKS Bełchatów                | 2 – 1           | Wigry Suwałki         |
| 23 luglio 2017               |                 |                       |
| Sokół Ostróda                | 2 – 1 (dts)     | Stal Stalowa Wola     |
| 26 luglio 2017               |                 |                       |
| Warta Sieradz                | 1 – 5           | Sandecja Nowy Sącz    |
| Rybnik                       | 0 – 2           | Górnik Zabrze         |

## Sedicesimi di finale
| Squadra 1          | Risultato       | Squadra 2             |
| ------------------ | --------------- | --------------------- |
| 8 agosto 2017      |                 |                       |
| Ruch Zdzieszowice  | 2 - 1           | Górnik Łęczna         |
| Siarka Tarnobrzeg  | 1 - 4 (dts)     | Nieciecza             |
| Wisła Puławy       | 1 - 4           | Legia Varsavia        |
| Świt NDM           | 1 - 3           | Podbeskidzie          |
| Stal Mielec        | 0 - 2           | Piast Gliwice         |
| Ruch Chorzów       | 1 - 3           | Chrobry Głogów        |
| Wisła Cracovia     | 2 - 1           | Wisła Płock           |
| 9 agosto 2017      |                 |                       |
| GKS Bełchatów      | 0 - 3           | Chojniczanka Chojnice |
| Sokół Ostróda      | 1 - 3           | Górnik Zabrze         |
| Miedź Legnica      | 1 - 2           | Sandecja Nowy Sącz    |
| Bytovia Bytów      | 1 - 0           | Lechia Danzica        |
| GKS Tychy          | 1 - 1 (2-5 dcr) | KS Cracovia           |
| Pogoń Stettino     | 3 - 0           | Lech Poznań           |
| Zagłębie Lubin     | 2 - 1           | Jagiellonia           |
| 10 agosto 2017     |                 |                       |
| Zagłębie Sosnowiec | 1 - 2 (dts)     | Korona Kielce         |
| Arka Gdynia        | 4 - 2 (dts)     | Śląsk Breslavia       |

## Ottavi di finale
| Squadra 1             | Risultato       | Squadra 2          |
| --------------------- | --------------- | ------------------ |
| 19 settembre 2017     |                 |                    |
| Bytovia Bytów         | 0 - 0 (5-4 dtr) | Pogoń Stettino     |
| Podbeskidzie          | 1 - 2 (dts)     | Arka Gdynia        |
| 20 settembre 2017     |                 |                    |
| Górnik Zabrze         | 3 - 2 (dts)     | Sandecja Nowy Sącz |
| Korona Kielce         | 1 - 0 (dts)     | Wisła Cracovia     |
| 21 settembre 2017     |                 |                    |
| Ruch Zdzieszowice     | 0 - 4           | Legia Varsavia     |
| KS Cracovia           | 0 - 3           | Zagłębie Lubin     |
| 26 settembre 2017     |                 |                    |
| Chrobry Głogów        | 2 - 1           | Piast Gliwice      |
| 27 settembre 2017     |                 |                    |
| Chojniczanka Chojnice | 2 - 1           | Nieciecza          |

## Quarti di finale
| Squadra 1                     | Totale | Squadra 2      | Andata | Ritorno |
| ----------------------------- | ------ | -------------- | ------ | ------- |
| 24 ottobre / 28 novembre 2017 |        |                |        |         |
| Chojniczanka Chojnice         | 1 - 6  | Górnik Zabrze  | 1 - 3  | 0 - 3   |
| 25 ottobre / 28 novembre 2017 |        |                |        |         |
| Bytovia Bytów                 | 3 - 7  | Legia Varsavia | 1 - 3  | 2 - 4   |
| 25 ottobre / 29 novembre 2017 |        |                |        |         |
| Chrobry Głogów                | 1 - 3  | Arka Gdynia    | 0 - 2  | 1 - 1   |
| 26 ottobre / 29 novembre 2017 |        |                |        |         |
| Zagłębie Lubin                | 0 - 3  | Korona Kielce  | 0 - 1  | 0 - 2   |

## Semifinali
| Squadra 1                      | Totale     | Squadra 2      | Andata | Ritorno |
| ------------------------------ | ---------- | -------------- | ------ | ------- |
| 3 aprile 2018 / 18 aprile 2018 |            |                |        |         |
| Górnik Zabrze                  | 2 - 3      | Legia Varsavia | 1 - 1  | 1 - 2   |
| 4 aprile 2018 / 17 aprile 2018 |            |                |        |         |
| Korona Kielce                  | 2 - 2 (gt) | Arka Gdynia    | 2 - 1  | 0 - 1   |

## Finale
| Arbitro: | Piotr Lasyk |

|                |           |                       |
| Sołdecki 90+8’ | Marcatori | 12’ Niezgoda 29’ Cafú |